# ماتياس ويمان
ماتياس ويمان (بالألمانية: Mathias Wieman)‏ (و. 1902 – 1969 م) هو ممثل مسرحي، وممثل أفلام ألماني، ولد في أوسنابروك، توفي في زيورخ، عن عمر يناهز 67 عاماً، بسبب سرطان.

## وصلات خارجية
- ماتياس ويمان على موقع IMDb (الإنجليزية)
- ماتياس ويمان على موقع مونزينجر (الألمانية)
- ماتياس ويمان على موقع ألو سيني (الفرنسية)
- ماتياس ويمان على موقع ميوزك برينز (الإنجليزية)
- ماتياس ويمان على موقع أول موفي (الإنجليزية)
- ماتياس ويمان على موقع قاعدة بيانات الأفلام السويدية (السويدية)
- ماتياس ويمان على موقع ديسكوغز (الإنجليزية)
- ماتياس ويمان على موقع قاعدة بيانات الفيلم (الإنجليزية)
- ماتياس ويمان على موقع كينوبويسك (الروسية)